# Теодор II (Монферат)
Теодор II Палеолог (на италиански: Teodoro II Paleologo, Theodor II. Palaiologos, * 1364, † 16 април 1418) е маркграф на Монферат от 1381 г.
Той е третият син на маркграф Джовани II и на Изабела от Майорка. Той наследява брат си Джовани III след смъртта му през 1381 г.

## Биография
След смъртта на младия му брат Джовани III в Неапол през 1381 г. Теодор е обявен за маркграф на Монферат едва 17-годишен. Монферат се намира в криза, след като след смъртта на баща им през 1372 г. управлението поемат един след друг двама млади маркграфа без необходимия авторитет.
Преди да поеме управлението, Теодор II е под опекунството на Джан Галеацо Висконти († 3 септември 1402 г.). На 16 януари 1382 г. Теодор сключва официално съюз с него. Скоро става ясно, че Теодор ще е слаб владетел. Когато Джан Галеацо урежда Теодор да се ожени за дъщеря на Леонардо Маласпина, маркграф на Луниджана, Теодор трябва да му предостъпи град Асти.
След смъртта на двете му съпруги – Арджентина Маласпина и Жана дьо Бар Теодор II се жени на 17 февруари 1403 г. за Маргарита Савойска, дъщеря на Амадей Савойски-Ахая, титулярен княз на Ахея. Веднага след това избухва война между Теодор и Амадей VIII Савойски. Едва след помощта на миланския херцог Филипо Мария Висконти, свързана със съюзнически договор, Теодор възстановява отново властта си над Монферат.
През 1400 г. Теодор дава Борго Сан Мартино на Фачино Кане де Казале като благодарност за неговата служба. През 1409 г. двамата успяват да завладеят Милано и Генуа. Теодор държи Милано и Генуа до 1413 г., а Фачино Кане умира през 1412 г. Владенията му в Пиемонт и в Ломбардия стават трудни за него и той се отказва от двата града през 1413 г. срещу голяма сума.
След смъртта на Фачино Кане Теодор води войни с Висконти в Пиемонт, с които подписва примирие през 1417 г.
Теодор умира 1 г. след това и негов наследник става синът му Джан Джакомо.

## Брак и потомство
Теодор II се жени три пъти:
∞ 1. за Арджентина Маласпина († 1387), дъщеря на Леонардо Маласпина ди Луниджани, маркграф на Маса, от която няма деца.
∞ 2. 1393 за Жана дьо Бар († 15 януари 1402), дъщеря на херцог Роберт I от Бар и на Мария дьо Валоа, от която има две деца:
- Джан Джакомо (* 23 март 1395, † 12 март 1445), маркграф на Монферат
- София Монфератска († 21 август 1434), сгодена 26 януари 1404 за Филипо Мария Висконти, но не се омъжва за него. ∞ 19 януари 1421 за Йоан VIII Палеолог, който става император на Византия през 1425 г. и я изгонва през август 1426 г.

∞ 3. 17 февруари 1403 за Маргарита Савойска (* 21 юни 1390, † 23 ноември 1464, Светия), най-голямата дъщеря на Амадей Савойски-Ахая, господар на Пиемонт и титулярен княз на Ахая, и на Катерина Женевска, от която няма деца.